# Labidostomis humeralis
Labidostomis humeralis är en skalbaggsart som först beskrevs av Schneider 1792.  Labidostomis humeralis ingår i släktet Labidostomis, och familjen bladbaggar. Enligt den svenska rödlistan är arten nära hotad i Sverige. Arten förekommer i Götaland, Öland, Svealand och Nedre Norrland. Artens livsmiljö är jordbrukslandskap, skogslandskap.